# 아야하나 민
아야하나 민(일본어: 彩花 みん,あやはな みん)은 일본의 만화가이다. 이시가와 현 나나오시 출신으로,기혼이다. 1991년 〈우리들 하이스쿨 히어로〉가 제40회 S·B상을 수상해, 이것이 〈리본 가을의 깜짝 오마스간호〉(슈에이샤)에 게재되어 데뷔했다. 대표작은 〈빨간망토 차차〉 등. 독특한 하이 텐션의 개그에 팬이 많다. 본명은 〈준코(じゅんこ)〉이지만, 자신 이외의 가족은 전원 이름에 〈미(み)〉가 붙어 있는데 자신만 '미'자가 붙어있지 않은 것이 불만이었기 때문에, 펜 네임은 〈미〉가 붙는 이름으로 하고 싶다고 생각해 명명했다.

## 약력
- 1991년 - 〈우리들 하이스쿨 히어로〉로 데뷔.
- 1992년 - 〈리본〉에서 〈빨간망토 차차〉의 연재를 개시.
- 1994년 - 〈빨간망토 차차〉가 텔레비전 애니메이션화 된다(테레비 도쿄).
- 2000년 - 〈리본〉8월호에서 〈빨간망토 차차〉94회의 연재 종료.

## 작품 목록
- 빨간망토 차차(1992년-2000년, 리본 마스코트 코믹스(슈에이샤) 총 13권, 코믹 문고 총 9권)
- 간타를 죽여라!(1994년, 리본 마스코트 코믹스간. 단편집)
  - 간타를 죽여라!(1993년, 리본 오리지널(슈에이샤) 게재)
  - 싸워라!!샤이네스·보이
  - 푸른 날개의 천사
  - 우리들 하이스쿨 히어로(1991년, 리본 가을의 깜짝 오마스간호 게재)
- 뵹(2002년, 리본마스코트 코믹스간. 단편집)
  - 뵹(2002년, 리본 외 연재)
  - 무서운 러브(2001년, 리본 이른 봄의 깜짝 오마스간호 게재)
  - 버릇모녀(2001년, 리본 봄의 깜짝 오마스간호 게재)
  - 열혈 유아 전기(2001년, 리본 초여름의 깜짝 오마스간호 게재)
  - 문바드르(2001년, 리본 여름휴가(방학) 즐거움 증간호·가을의 깜짝 오마스간호 게재)
- 네즈민이 츄-(2003년, 리본 증간호 외 게재)
- 맨얼굴 마마(2003년, 리본 겨울 방학 깜짝 오마스간호 게재)
- 치로미로의 꽃(2004년, 리본 여름휴가(방학) 즐거움 증간호·가을의 깜짝 오마스간호 게재)
- 키츄네(2005년, 리본 봄방학 깜짝 오마스간호 게재)
- 도깨비가게(2005년, 리본 여름휴가(방학) 깜짝 오마스간호 게재)
- 내일은 날씨(2005년, 리본 겨울 방학 챌린지! 오마스간호 게재)
- 다랑어와 함께! 안심·팥고물 상북(2007년, 감수：아라이 켄타로)
  - 게임 〈어디에서라도 함께〉의 캐릭터 다랑어를 사용한 방범 계발 그림책.